# Thomas J. Sargent
Thomas John "Tom" Sargent, född 19 juli 1943 i Pasadena, Kalifornien, är en amerikansk nationalekonom. 2011 tilldelades han Sveriges Riksbanks pris i ekonomisk vetenskap till Alfred Nobels minne tillsammans med Christopher A. Sims med motiveringen "för deras empiriska forskning om orsak och verkan i makroekonomin".
Sargent är professor vid New York University och brukar räknas som grundläggare av en ny klassisk makroekonomi. Sargent har speciellt studerat förväntningarna och deras roll i makroekonomin, samt sambanden mellan dynamisk ekonomisk teori och tidsserieanalys.

## Ekonomiska ställningstaganden
Sargent sammanfattar:
Jag framför här sju praktiska lärdomar från det underbara ämne jag studerar, dessa utreder konsekvenserna av tid och chansning och samarbete och konkurrens och framsynthet och incitament.
1. Allt som är önskvärt är inte genomförbart.
2. Kompromisser behövs mellan jämlikhet och produktivitet.
3. Andra människor känner till mer om sina förmågor, sina ansträngningar och sina förutsättningar än du gör.
4. Alla svara på incitament, även dem du försöker hjälpa. Av detta skäl fungerar inte sociala skyddsnät alltid enligt den ursprungliga avsikten.
5. När ett samhälle spenderar måste dess invånare betala, i dag eller i morgon, genom skatter eller indirekt skatter, såsom inflation eller statsbankrutt.
6. Det är inte möjligt att nå framsteg och skjuta kostnaden för dem på framtida generationer. Statsskulder och det Amerikanska sociala skyddsnätet gör båda detta (men inte det sociala skyddsnätet i Singapore).
7. De flesta människor vill att andra skall betala för den offentliga välfärden och statlig resursomfördelning, speciellt omfördelning till dem själva.[17]

I ett examenstal, hållet 2007 återfinns samma sju punkter tillsammans med ytterligare fem:
- Individer och samhällen måste räkna med att kompromissa.
- När balans råder i ett spel eller en ekonomi är folk nöjda med sina val. Därför är det svårt för välmenande utomstående att förändra saker, vare sig till det bättre eller till det sämre.
- Du kommer också svara på incitament. Därför kan du vilja avge vissa löften utan att kunna göra det. Ingen kommer att tro på dessa löften, eftersom de vet att i en annan situation kommer det inte längre ligga i ditt intresse att uppfylla dem. Detta lär oss att, innan vi avlägger det, överväga om vi kan hålla löftet även om grundläggande omständigheter förändras. Så förtjänas förtroende.
- Stater och väljare svarar också på incitament. Detta gör att stater ibland ställer in betalningsåtaganden på lån och andra löften de har avlagt.
- Eftersom köpares kunskap och säljares kunskap kumulerar i marknadspriset, är det svårt att förutspå aktievärde, räntenivåer och valutavärde.[18]

## Utmärkelser
- Ekonomie hedersdoktor vid Handelshögskolan i Stockholm (ekon. dr. h.c.) 2001